# Готліб Зигмунд Грунер
Готліб Зигмунд Грунер (нім. Gottlieb Sigmund Gruner; 1717–1778) — швейцарський натураліст (геолог, мінералог) епохи Просвітництва. Створив перші карти корисних копалин Швейцарії.

## Біографія
Грунер походив із бернської міської родини. Його батько Йоганн Рудольф Грунер (1680—1761), який володів кабінетом природничої історії та збирав географічні та історичні відомості про кантон Берн, був пастором у Трахзельвальді, а пізніше в Бургдорфі. Готліб Зигмунд Грунер відвідував латинську школу в Бургдорфі, вивчав право в Берні, де отримав докторський ступінь. У 1739 році став нотаріусом. У 1741 році він був архіваріусом ландграфа Гессен-Гомбурга, а потім учителем (придворним майстром) спадкоємного принца Крістіана Ангальт-Бернбург-Шаумбург-Гоймського (1720—1758), з яким він подорожував Пруссією та Сілезією. У 1749 році він став заступником писаря в Торберзі, у 1755 році — юристом в Раді двохсот у Берні, а в 1764 році — регіональним писарем у Ландсхуті та Фраубруннені.
У 1760 році він опублікував тритомну працю про гори та льодовики Швейцарії (третій том якої присвячений природі льодовиків), а в 1775 році — карту корисних копалин Швейцарії, які він також намагався класифікувати. Публікував посібники про копальні, бджільництво, путівники по Швейцарії та ін. Його репортажі про швейцарські гори базуються не стільки на його власних подорожах, скільки на оповіданнях інших людей і з літератури.
З 1761 року він став членом Економічного товариства в Берні і отримав шість премій від товариства. Грунер мав велику колекцію мінералів і копалин.

## Праці
- Die Eisgebirge des Schweizerlandes, 3 Bände, Bern: Abraham Wagner, 1760 bis 1762, Band 1
  - Französische Übersetzung: Histoire naturelle des glacieres de Suisse, Paris 1770, (Google Books)
- Versuch eines Verzeichnisses der Mineralien des Schweizerlandes, Bern 1775, (Google Books)
- Die Naturgeschichte Helvetiens in der Alten Welt, Bern 1775 (Google Books) (Französisch Neuchatel 1776)
- Reisen durch die merkwürdigsten Gegenden Helvetiens, 2 Bände, 1778 (im Buch ist London als Erscheinungsort angegeben, in Wirklichkeit war es Bern)